# Vîsoke, Borzna
Vîsoke (în ucraineană Високе) este localitatea de reședință a comunei Vîsoke din raionul Borzna, regiunea Cernihiv, Ucraina. În secolul al XIX-lea, satul făcea parte din volostul Șapovalivka, uezdul Borzna.

## Demografie
Componența lingvistică a localității Vîsoke
     Ucraineană (99,3%)
     Alte limbi (0,7%)
Conform recensământului din 2001, majoritatea populației localității Vîsoke era vorbitoare de ucraineană (99,3%), existând în minoritate și vorbitori de alte limbi.